# Diakonie
Unter Diakonie (altgriechisch διακονία diakonía ‚Dienst‘, vgl. auch διάκονος diákonos ‚Diener‘) versteht man alle Aspekte des Dienstes am Menschen im kirchlichen Rahmen. Als eigener Begriff für die Wahrnehmung sozialer Verantwortung durch die evangelischen Kirchen im Rahmen institutionalisierter eigener sozialer Dienste hat es sich erst im 20. Jahrhundert durchgesetzt.
Als theologische Grundlage der Diakonie gilt das Gebot der Nächstenliebe, wie es etwa im Doppelgebot der Liebe formuliert ist. Sie zielt also darauf, Menschen in ihrer Not beizustehen und ihnen die Hilfe zukommen zu lassen, derer sie bedürfen. Die katholische Theologie verwendet als Bezeichnung für die tätige Nächstenliebe und Wohltätigkeit das aus dem Lateinischen entlehnte Wort Karitas und bezeichnet so auch das diakonische Handeln sowie die zugehörigen Institutionen (vgl. Deutscher Caritasverband, die Caritas Österreich, die Caritas Schweiz). Diakonia (Dienst) gilt neben der Verkündigung (altgriechisch μαρτυρία martyría) und der Gottesdienstgestaltung (altgriechisch λειτουργία leiturgía) als eines der Wesensmerkmale (Grundvollzüge) der Kirche.
Auch Organisationen, die sich dem diakonischen Dienst widmen, werden im evangelischen Bereich oft als Diakonie bezeichnet (vgl. Diakonie Deutschland – Evangelischer Bundesverband/Diakonisches Werk, Diakonie Österreich und Sozialdiakonie in der Schweiz als Dachverbände, aber auch Diakonie de La Tour, Bergische Diakonie Aprath, Immanuel Albertinen Diakonie usw.).

## Begriff
Diakonie geht auf das griechische Wort diakonía (Dienst) zurück. Wie diákonos (Diener, daraus wurde Diakon abgeleitet) ist es eine Substantivierung des Verbs diakonéo (dienen). Als deutsches Wort wurde es erst im 19. Jahrhundert von Johann Hinrich Wichern geprägt, der Diakonie als „die Diakonie den Armen zugewendete Liebespflege“ definierte. Vorausgegangen war die Etablierung des Amts der Diakonisse durch Theodor Fliedner und die Erneuerung des Diakonats durch Wichern. Im 19. Jahrhundert wurde als programmatischer Begriff in den deutschsprachigen evangelischen Kirchen aber fast durchgängig Innere Mission für das gebraucht, was in früheren Zeiten als „Liebestätigkeit“ (Caritas) bezeichnet wurde. Erst in der zweiten Hälfte des 20. Jahrhunderts setzte sich „Diakonie“ und das abgeleitete Adjektiv „diakonisch“ als Programmbegriff für dasjenige soziale Handeln der evangelischen Kirchen durch, das aus christlichem Glauben erwächst.

## Biblische Grundlagen
Im Neuen Testament begegnet die Wortgruppe διαϰονία, διάϰονος, διαϰονεῖν in drei unterschiedlichen Bedeutungen: im ursprünglichen Sinn als materieller Dienst, wie er etwa bei Tisch verrichtet wurde (z. B. Apg 6,2 ), als Dienst Jesu Christi an der Welt (z. B. Mt 20,28 ) sowie, davon abgeleitet, als Dienst der gläubigen Nachfolger z. B. „am Wort“ (Apg 6,4 ) und „der Versöhnung“ (2 Kor 5,18 ).
Laut dem Bericht der Apostelgeschichte wurde schon in frühester Zeit in der Jerusalemer Urgemeinde das Kollegium der sieben Diakone eingesetzt (Apg 6,1–6 ). Die Diakonie (im Sinne der Fürsorge für bedürftige Gemeindeglieder) hatte bis dahin im Zusammenhang mit den Mahlversammlungen der Gemeinde gestanden (vgl. die „Summarien“ Apg 2,42 ; 4,32–37 ; 5,1–11 ) und zu den Leitungsaufgaben der „Zwölf“ gehört, war jedoch dann, als eine nicht nur unter- oder nebengeordnete Aufgabe, den von der Gemeinde gewählten „Sieben“ übertragen worden, laut Paul Philippi vermutlich zusammen mit der Verantwortung für alle örtlich gebundenen Leitungsaufgaben.
Zu den biblischen Belegen für die Verpflichtung zur Diakonie gehören das Gleichnis vom barmherzigen Samariter (Lk 10,30 ), in dem spontane Nothilfe ohne Rücksicht auf eigene Gefahr und unter Durchbrechung ethnischer und religiöser Grenzen geleistet wurde, und die Bildrede vom Weltgericht in Mt 25,31–46  mit der entscheidenden Aussage „Was ihr getan habt einem unter diesen geringsten Brüdern, das habt ihr mir getan.“  (Mt 25,40 )

## Geschichte

### Alte Kirche
Schon zum Ausgang der apostolischen Zeit galt die Fürsorge für Schwache als ein Charakteristikum der christlichen Gemeinden, das ihnen auch in der heidnischen Umwelt Beachtung und Glaubwürdigkeit einbrachte. So förderte die Diakonie als Kennzeichen der neuen Religion der Liebe die schnelle Ausbreitung des Christentums in der Zeit der Verfolgungen. Zu den Trägern der diakonischen Arbeit gehörten die Diakone, die die Armenkasse verwalteten, und die Witwen bzw. Diakoninnen, die sich v. a. der Fürsorge für Alte und Kranke widmeten. Kaiser Konstantin stattete die Kirche mit Zuwendungen für ihre diakonische Arbeit aus und übertrug ihr soziale Aufgaben. Der von Basilius dem Großen vor den Toren von Caesarea gegründete Stadtteil mit vielfältigen Einrichtungen der Armenversorgung und seine Ordensregel legten die Grundlage für die Klöster als Zentren diakonischen Handelns. Im Westen wurde die Ordensregel des Benedikt von Nursia prägend mit ihrem Gebot, Kranke und Reisende zu unterstützen.

### Mittelalter
Im Mittelalter, das von massenhafter Verelendung und zunehmendem Bettel geprägt war, blieben zunächst die Klöster die wesentlichen Träger der christlichen Liebestätigkeit. Mit der cluniazensischen Reform wurde das Amt eines infirmiarius eingerichtet. Im hohen und späten Mittelalter entstanden weitere diakonische Institutionen: die ritterlichen Spitalorden der Kreuzzüge  (Johanniter 1099, Templerorden 1119, Deutscher Orden 1191) sowie geistliche-Bruderschaften in den aufblühenden Städten, die sich zu gegenseitiger Sozialhilfe verpflichteten (Bestattung, Krankenpflege, Altersrenten) und darüber hinaus beispielsweise Hospitäler unterhielten. Zu Leitgestalten wurden Elisabeth von Thüringen und Franz von Assisi, der das Ideal der Opferfreude und Selbsthingabe an die Leidenden verkörperte.

### Reformation
Martin Luthers rechtfertigungstheologischer Ansatz bestimmte das diakonische Handeln neu als Ausdruck der christlichen Freiheit. Da die bestehenden diakonischen Institutionen ihre Aufgaben nicht mehr erfüllen konnten, schuf er mit der Leisniger Kastenordnung 1523 ein Modell lutherischer Soziallehre. Die Institution der gemeindlichen Armenkasse geriet bald jedoch in die Verantwortung der bürgerlichen Gemeinden. Johannes Calvin erneuerte im Rahmen seiner Vierämterlehre das kirchliche Diakonenamt, so dass im reformierten Bereich Diakonie stärker an die Kirchengemeinden gebunden blieb.

### Neuzeit
Durch den Pietismus wurde im 18. Jahrhundert die Anstalts-Diakonie (v. a. August Hermann Franckes Franckesche Stiftungen) geschaffen, aber auch die Gemeinde-Diakonie erneuert (v. a. Herrnhuter Brüdergemeine, Johann Friedrich Oberlin). Mit der Erweckungsbewegung und der neuen Sozialform des Vereins nahm die karitative Tätigkeit einen starken Aufschwung. Leitgestalten im evangelischen Deutschland waren neben Fliedner und Wichern z. B. Wilhelm Löhe und Friedrich von Bodelschwingh der Ältere. Für den organisatorischen Zusammenhalt sorgte ab 1849 der Central-Ausschuss für die Innere Mission. Parallel dazu entstanden im 19. Jahrhundert auch im katholischen Milieu neue karitative Frauenorden (sog. Barmherzige Schwestern), die Kolpingarbeit, von Laien getragene diakonische Initiativen wie die Vinzenzvereine und schließlich 1897 der Charitasverband für das katholische Deutschland, aus dem später der Deutsche Caritasverband hervorging.
In der Weimarer Republik ließen sich Innere Mission und Caritas in die staatliche Sozialpolitik einbinden. Das führte dazu, dass im Nationalsozialismus zahlreiche diakonische Institutionen an dem sogenannten Euthanasieprogramm mitwirkten. Nach dem Zweiten Weltkrieg gründete Eugen Gerstenmaier das Evangelische Hilfswerk neben der bestehenden Inneren Mission, um die Diakonie wieder stärker als gemeindliche Aufgabe zu verankern; beide Werke wurden 1957 zunächst auf landeskirchlicher Ebene vereinigt, seit 1957 im Diakonischen Werk, dem Vorgänger der Diakonie Deutschland. Seit Ende der 1960er-Jahre rückte die evangelische Sozialethik den Begriff der gesellschaftlichen bzw. sozialen Diakonie, die sich auf den Menschen in seiner institutionellen Existenz bezieht, in das Zentrum ihrer Überlegungen. Zugleich brachte der Ausbau des Sozialstaats eine starke Professionalisierung der diakonischen Arbeit.

## Ausprägungen der Diakonie
In theologischer Sicht ist die Diakonie primär auf der Ebene der Kirchengemeinden verankert; sie ist „Präsenz der gottesdienstlichen Gemeinde im sozialen Bezugsfeld.“  Dies gilt vor allem für Kindertagesstätten, Besuchsdienste, Alten- und Pflegeheime sowie – bis zu Beginn der 1990er-Jahre – Pflegedienste, die oft von „Gemeindeschwestern“, oftmals waren es Diakonissen, versehen wurden. Während die pflegerischen Dienste (Diakonie- und Sozialstationen) meist erst seit etwa 1990 bei kreiskirchlichen oder eigenständigen diakonischen Werken angesiedelt sind, gilt dies für Beratungsstellen und größere Unterstützungsfonds schon länger.
Zentrale Organisationsleistungen werden eher von den landeskirchlichen diakonischen Werken wahrgenommen. Krankenhäuser und andere soziale Einrichtungen waren seit jeher meist in eigenständigen diakonischen Organisationen verortet, wobei mittlerweile vielfach die Rechtsform der gemeinnützigen GmbH gewählt wird.
Im Bereich des kollektiven Arbeitsrechts gilt das kirchliche Mitarbeitervertretungsgesetz, ein Gesetz, das – vor dem Hintergrund des sogenannten „Dritten Wegs“ im Individualarbeitsrecht – die Dienstgemeinschaft als bestimmend ansieht, im Wesentlichen auf einen Aushandlungsprozess abzielt und deshalb – im Vergleich zum Betriebsverfassungsgesetz (BetrVG) – weitergehende Rechte der Arbeitnehmervertretung vorsieht; so ist zum Beispiel eine Kündigung nur mit Zustimmung der Mitarbeitervertretung zulässig.

## Diakonische Organisationen
Die Aufgaben der Diakonie nehmen im kirchlichen Kontext neben dem Engagement in den Gemeinden karitative Organisationen wahr. Insbesondere im evangelischen Kontext tragen diese Organisationen oft das Wort „Diakonie“ oder „diakonisch“ in der Organisationsbezeichnung, wie zum Beispiel Diakonisches Werk, Diakonie Deutschland, Diakonie-Krankenhaus oder Immanuel Diakonie. Demgegenüber ist im katholischen Kontext das Wort Karitas (‚Nächstenliebe‘) Namensgeber vergleichbarer Organisationen wie Caritas Internationalis oder Deutscher Caritas-Verband. In den evangelischen Kirchen werden diakonische Einrichtungen als „Lebens- und Wesensäußerung der Kirchen“ gesehen, die „die in ihrem Statut verankerten kirchlich-diakonischen Zwecke und Aufgaben als tätige Nächstenliebe“ erfüllen. In ihrer Kooperation mit dem Sozialstaat haben Diakonie und Caritas etwas verschiedene Akzentsetzungen; katholische Organisationen sind dem Grundsatz der Subsidiarität verpflichtet, während evangelische Organisationen „den Gedanken der kirchl. Autonomie und den Grundsatz der dem einzelnen Bürger im pluralistischen Gemeinwesen zustehenden Wahlfreiheit“ betonen.
Der Begriff „Diakonie“ wird oftmals verkürzend für die Diakonischen Werke und deren soziale Einrichtungen in Deutschland, die Diakonie Österreich und diakonische Einrichtungen in der Schweiz gebraucht. In Deutschland wird das Diakonische Werk von der Evangelischen Kirche in Deutschland (EKD), ihren Gliedkirchen, der Alt-Katholischen Kirche und mehreren evangelischen Freikirchen getragen. Es gibt traditionell folgende Arbeitsfelder:
- Anstaltsdiakonie (Krankenhäuser, Einrichtungen für Menschen mit Behinderungen, Diakonissenmutterhäuser, Diakonenanstalten).[26]
- Heimerziehung, als Angebot für „verwahrloste“ Kinder und Jugendliche, ist ein klassisches Gebiet evangelischer Diakonie, das aber in der Gegenwart in einer Neuausrichtung begriffen ist.[27]
- Altenhilfe (Wohn- und Pflegeheime für Senioren), auch hier ein Übergang von stationären zu ambulanten Angeboten wie z. B. Essen auf Rädern.[27]
- Kindertagesstätten (Kindergärten, Kinderhorte, Kinderkrippen).[27]
- Gemeindediakonie, häufig von Stadtmissionen getragen.[27]
- Beratungsdienste.[28]
- Seelsorgedienste für besondere Gruppen, z. B. Seemanns- und Binnenschiffermission, Urlauberseelsorge.
- Ökumenische Diakonie (kirchliche Nothilfeprogramme, z. B. Katastrophenhilfe, und Entwicklungshilfe, z. B. Alphabetisierungsprogramme); Träger sind z. B. Brot für die Welt, Dienste in Übersee, Evangelische Zentralstelle für Entwicklungshilfe, Kirchlicher Entwicklungsdienst. Auf katholischer Seite entsprechen die Hilfswerke Misereor und Adveniat. Ein Forum ökumenischer Koordination in der Entwicklungshilfe ist die Gemeinsame Konferenz Kirche und Entwicklung.[28]
- Dem internationalen Austausch dient der Internationale Verband für Mission und Diakonie; außerdem bestehen Beziehungen zum Lutherischen Weltbund und zu Entwicklungsdiensten des Ökumenischen Rats der Kirchen.[29]

Die römisch-katholische Entsprechung ist die Caritas. Darüber hinaus bestehen noch speziellere kirchliche Hilfswerke bzw. Hilfsorganisationen, die sich schwerpunktmäßig bestimmten Personengruppen und Problemfeldern widmen. Eine besondere Stellung nimmt die Immanuel Diakonie ein, die besonders in Berlin und Brandenburg aktiv ist. Sie wurde von den Baptisten Berlin-Schöneberg gegründet, kooperiert aber auch mit den beiden großen Kirchen.